# Pizzo della Croce
Der Pizzo della Croce ist ein Berg im Valle Onsernone im Schweizer Kanton Tessin. Der Gipfel liegt auf einer Höhe von 1824 m ü. M. oberhalb der Dörfer Berzona (Teil der Gemeinde Onsernone) und Mosogno auf der orologisch gesehen linken Talseite. Auf einem Vorgipfel ist ein weitherum sichtbares Gipfelkreuz platziert. Vom Gipfel des Pizzo della Croce verläuft ein Grat mit weiteren Gipfeln zum Pizzo Peloso (2064 m ü. M.).
Der Pizzo della Croce ist wegmässig nicht erschlossen und nur für erfahrene und trittsichere Wanderer zugänglich.